# Torvizcón
Torvizcón ist ein südspanischer Bergort und eine Gemeinde (municipio) mit nur noch 621 Einwohnern (Stand: 2024) im Süden der Provinz Granada in der autonomen Region Andalusien. Der Ort ist nach dem in der Gegend häufigen Seidelbast-Strauch (spanisch torvizco) benannt.

## Lage und Klima
Der Ort Torvizcón liegt an einem Südhang der Alpujarras im Quellgebiet mehrerer Bergbäche (barrancos) ca. 77 km (Fahrtstrecke) südöstlich der Provinzhauptstadt Granada in einer Höhe von ca. 685 m; die Mittelmeerküste bei Motril ist gut 45 km in südwestlicher Richtung entfernt. Das Klima im Winter ist gemäßigt, im Sommer dagegen warm bis heiß; die eher geringen Niederschlagsmengen (ca. 550 mm/Jahr) fallen – mit Ausnahme der nahezu regenlosen Sommermonate – verteilt übers ganze Jahr.

## Bevölkerungsentwicklung
| Jahr      | 1857 | 1900 | 1950 | 2000 | 2020 |
| Einwohner | 2432 | 2431 | 2582 | 916  | 625  |

Infolge der Mechanisierung der Landwirtschaft, der Aufgabe bäuerlicher Kleinbetriebe („Höfesterben“) und dem daraus resultierenden  Verlust von Arbeitsplätzen ist die Einwohnerzahl der Gemeinde seit der Mitte des 20. Jahrhunderts deutlich zurückgegangen.

## Wirtschaft
Bereits in maurischer Zeit wurde hier mit der Produktion von Seide begonnen, doch noch in der frühen Neuzeit lebten die Bewohner des Ortes in hohem Maße als Selbstversorger von den Erträgen ihrer Felder und Hausgärten. Außerdem wurde Viehzucht (v. a. Schafe, Ziegen und Schweine) betrieben; Esel wurden als Tragtiere gehalten. Dieser Zustand änderte sich erst mit dem Ausbau der Infrastruktur im 20. Jahrhundert. Heute dominieren Oliven- und Mandelbaumplantagen. Im Ort selbst haben sich Kleinhändler, Handwerker und Dienstleister aller Art angesiedelt. Seit den 1960er Jahren spielt der innerspanische Tourismus eine immer größer werdende Rolle.

## Geschichte
Prähistorische, römische und westgotische Funde fehlen. Die Gründung des heutigen Ortes erfolgte höchstwahrscheinlich im 8. Jahrhundert durch Berber aus Nordafrika, auf die auch der Terrassenfeldbau in den Alpujarras mit seiner ausgeklügelten Bewässerungstechnik zurückgeht. Nach dem Ende des Kalifats von Córdoba (um 1020) übernahmen die Ziriden von Granada die Macht, die sie jedoch wenig später an die berberischen Almoraviden und Almohaden abtreten mussten. Als Teil des Emirats von Granada blieb das Bergland der Alpujarras bis etwa zum Jahr 1490 islamisch; auch danach gab es wiederholte Aufstände gegen die Rückeroberungsbestrebungen (reconquista) der Christen. Mit dem Alhambra-Edikt (1492) der Katholischen Könige begann die Vertreibung der Juden in Spanien; nach den Moriskenaufständen der Jahre 1499 bis 1501 und 1568 bis 1571 wurden die letzten Muslime zu Beginn des 17. Jahrhunderts ebenfalls ausgewiesen. Der Ort musste danach mit Christen aus anderen Gebieten der Iberischen Halbinsel neu besiedelt werden.

## Sehenswürdigkeiten
- Die zumeist aus Bruchsteinen gebauten Häuser des Ortes sind verputzt und weiß getüncht. Wegen der geringen Niederschläge haben viele Häuser Flachdächer.
- Die ursprünglich einschiffige Iglesia de Nuestra Señora del Rosario wurde im 17. Jahrhundert um ein Seitenschiff erweitert. Während das Mittelschiff mit einer Holzdecke versehen ist, ist das Seitenschiff gewölbt.
- Mehrere Brunnen (fuentes) bereichern das Ortsbild; ein im Jahr 2021 eingeweihter Brunnen ist in Form einer fassähnlichen Weintraube gestaltet, auf der ein mit den Füßen kelterndes Paar dargestellt ist.
- Das Museo del Esparto präsentiert Alltagsgegenstände und Volkskunst aus dem bäuerlichen Umfeld.